# Instrumentarium Oy
Instrumentarium Oyj est une grande entreprise finlandaise fabriquant des équipements de santé entre 1900 et 2004.
De nos jours, elle est une filiale de Instru optiikka Oy.

## Présentation
En novembre 2002, Instrumentarium Oyj vend son activité d'optique à la société néerlandaise Pearle Vision (en).
Au printemps 2003, General Electric acquiert Instrumentarium et la transforme en General Electric Medical Systems.
Instrumentarium Corporation a cessé d'exister à la fin de 2004 et la marque Instrumentarium a été libérée pour être utilisée par Pearle vision.
En 2010, Pearle Europe a fusionné avec GrandVision, ce qui en fait le deuxième plus grand détaillant d'optique au monde.
La société mère de GrandVision est HAL Trust, enregistrée aux Bermudes.
La gamme de produits d'Instrumentarium comprend des lunettes, des lentilles de contact et des lunettes de soleil, ainsi que des produits de santé.